# Tsuchigumo
Tsuchigumo (jap. 土蜘蛛, wörtlich: „Erdspinne“) bezeichnete ursprünglich eine Personengruppe, die sich nicht dem Kaiserhof unterwarf, und später eine Riesenspinne des japanischen Volksglaubens.

## Menschen
Die Tsuchigumo waren Menschen, die in Höhlen oder Grubenbehausungen (muro) gelebt haben sollen. Je nach Ansicht handelt es sich bei ihnen um eine südostasiatische Ethnie bis zu nicht unterwürfigen japanischen Bevölkerungsteilen, die zu Barbaren und Banditen erklärt wurden.
Die meisten Texte lokalisieren die Tsuchigumo hauptsächlich auf Kyūshū, wo sich ebenfalls die Hayato und Kumaso ungeklärter Ethnie befanden, aber auch in Kantō und Kinki. Das Nihon Shoki schreibt, dass sich die Tsuchigumo nicht dem japanischen Kaiserhof unter dem Jimmu-tennō unterordnen wollten und dieser daher eine Strafexpedition zu dem Tsuchigumo-Dorf Takawohari (高尾張邑, Takawohari no mura) sandte. Das Dorf wurde nach der Einnahme in Katsuraki (葛城) umbenannt. Die Tsuchigumo dieses Dorfes werden als kleinwüchsig und mit langen Armen und Beinen beschrieben. Sowohl diese Beschreibung als auch die Art ihrer Behausung wird als Herkunft für den Begriff Tsuchigumo angeführt.
Im Gegensatz dazu wird im Kojiki bei der Beschreibung der 80 Tsuchigumo-Häuptlinge bzw. -Banditen (hier halbphonetisch als 土雲), die auf Geheiß des Jimmu-tennōs erschlagen wurden, lediglich geschrieben, dass sie Schwänze besessen haben sollen.
Deswegen führen andere Interpretationen Tsuchigumo auf tsuchi-gomori – deutsch: „Erdverberger“ – zurück.

## Riesenspinne
Im Laufe der Zeit kam es zu einer Umdeutung des Kampfes gegen die Menschengruppe der Tsuchigumo hin zu einem Kampf gegen eine monströse (Yōkai) Riesenspinne. Von diesem Kampf gibt es zahlreiche Fassungen.
Eine bekannte Geschichte findet sich im Tsuchigumo no Sōshi (土蜘蛛草紙) aus dem 13. Jahrhundert, einer Otogizōshi-Emaki in 13 Bildern.
In dieser verfolgen der Held Minamoto no Raikō und sein Untergebener Watanabe no Tsuna eingangs einen durch die Luft fliegenden Schädel, der ihnen jedoch entwischt. In der Nähe finden sie ein zugewachsenes Haus vor, treffen eine 290 Jahre alte Frau, weitere übernatürliche Erscheinungen, eine halbnackte Nonne mit riesenhaftem Gesicht, sowie eine Frau, so schön, dass selbst Yang Guifei neidisch werden würde. Diese greift Raikō plötzlich an und blendet ihn. Jener kann sie aber noch mit seinem Schwert verwunden, wobei jedoch die Schwertspitze abbricht. Raikō und Tsuna verfolgen die weiße Blutspur erst zum Haus der alten Frau, das jedoch leer ist, und dann bis in die Berge. Sie bereiten eine Puppe zur Ablenkung vor, gehen in eine Höhle und treffen ein 30 Jō (90 m) langes Monster,  das sie beide angreifen. Als Raikō dieser den Kopf abschneidet, erkennen sie, dass es die Riesenspinne war. Nachdem Tsuna ihren Bauch aufschlitzt finden sie darin 1990 Schädel und eine Vielzahl kindsgroßer Spinnen krabbelt heraus. Beide brennen daraufhin alles nieder. Nachdem der Tennō von den Vorkommnissen unterrichtet wurde, wird Raikō zum Gouverneur (kami) der Provinz Tsu ernannt und in den Wirklichen Unteren 4. Hofrang erhoben. Tsuna wird die Provinz Tamba gegeben und er wird in den Wirklichen Unteren 5. Hofrang erhoben.

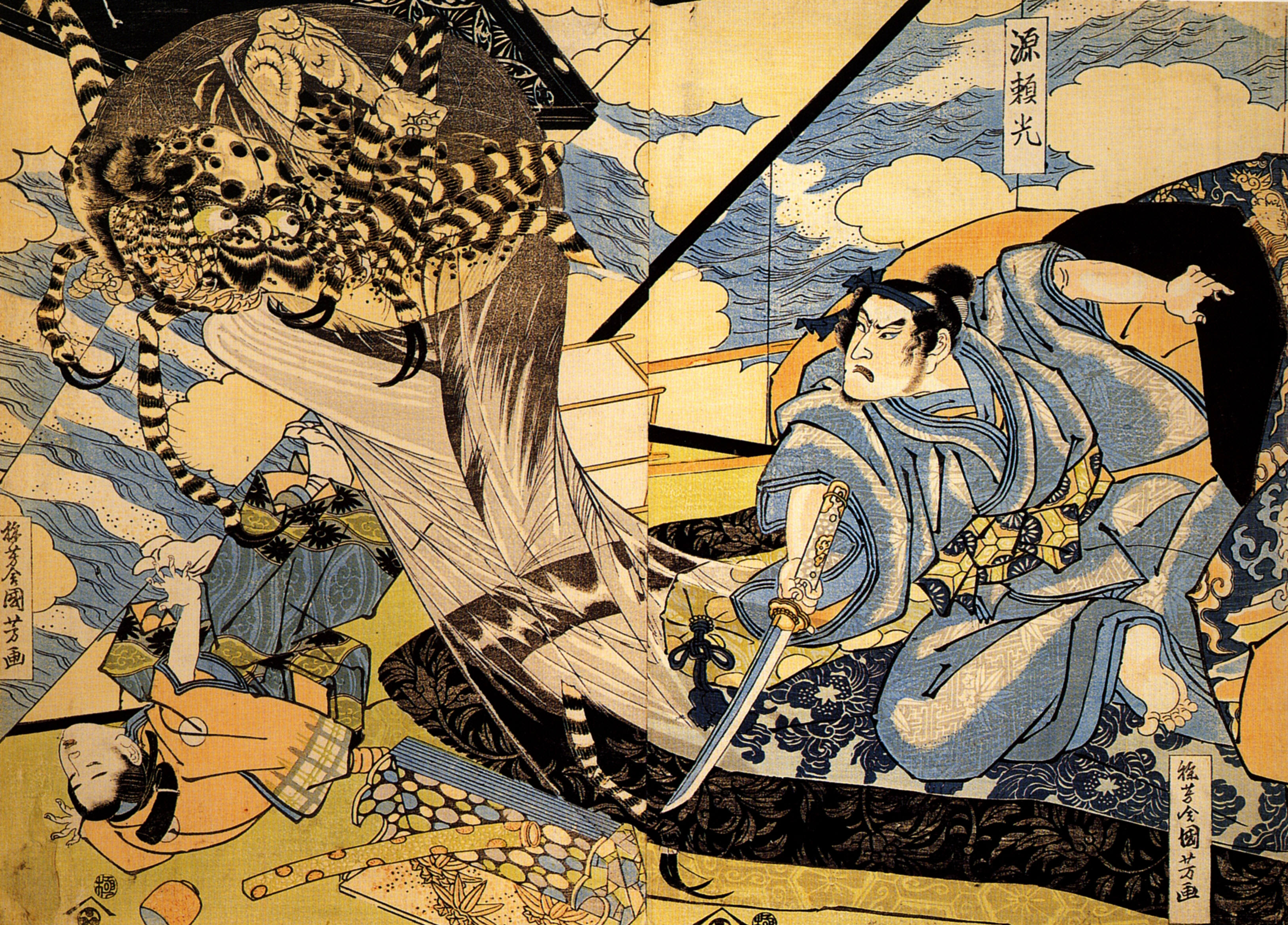
Minamoto no Raikō kämpft gegen die Riesenspinne (Farbholzschnitt von Kuniyoshi, um 1840)

Eine andere bekannte Fassung ist die des Nō-Stücks Tsuchigumo, welches auf dem Schwertkapitel (剣巻, Tsurugi no maki) der Yatai-Fassung (屋代本, Yatai-bon) des Heike Monogatari basiert.
Minamoto no Raikō ist vor Krankheit an das Bett gefesselt, die immer schlimmer wird. Eines Nachts bekommt er Besuch von einem Mönch. Raikō erkennt, dass dieser eine Spinne ist, und wird von ihr angegriffen. Nachdem er sie mit seinem Schwert abwehrt, woraufhin dieses den Namen Kumokirimaru (蜘蛛切丸, dt. „Spinnenschlitzer“) bekommt, flieht sie. Raikō befiehlt seinem Untergebenen Hitorimusha, mit seinen Männern der Blutspur zu folgen. Diese endet am Berg Kazuraki (葛城山), wo sie die Riesenspinne schließlich töten.